# 토쿠나가 히데아키
토쿠나가 히데아키(德永 英明, 1961년 2월 27일~ )는 후쿠오카현 야나가와시에서 태어나 효고현 이타미시에서 자란 일본의 싱어송라이터이자 작곡가, 배우이다. 현재 소속 레코드회사는 유니버설 뮤직이다. 공식 팬클럽 이름은 〈TONY'S CLUB〉이다.

## 이력
- 1961년 2월 27일, 장남으로 태어남. (4살 어린 남동생이 있음)
- 초등학교 시절에는 4번이나 전학한 경험이 있다.
- 중학교 입학 때 아버지의 전근으로 효고현 이타미시로 이사 감.
- 이타미시립남중학교, 이타미시립 이타미고등학교를 졸업한후, 오사카의 관광전문학교(중도 중퇴)에 진학.
- 19살에 아버지의 전근과 함께 도쿄로 상경. 아르바이트를 하며 뮤지션을 목표로 함.
- 오디션 방송 [스타탄생!] 제44회 결전대회에 출연. 야마시타 타츠로의 「RIDE ON TIME」를 열창하지만, 분하게도 그랑프리를 놓침. 같은 날 마츠모토 아키코(그랑프리), 혼다 미나코도 출전했었다.
- 데뷔의 기회를 찾아 22살에 배우양성학교TBS미도리야마합숙소에 들어감.
- 노기자카의 찻집에서 아르바이트를 하며, 데모 테이프를 제작함.
- 1985년 8월, 마린블루 음악제에서 그랑프리를 수상한 것을 계기로 데뷔가 정해짐.
- 1985년 10월, 토고신사의 특별 스테이지에서 이루어진 록 뮤지컬 [하라쥬쿠 그래피티]에 토니 역으로 출연, 토니역 오디션에서는TRF의 SAM과 경쟁하여 합격함. 이후에 만들어진 팬클럽 이름은 이 역할의 이름에서부터 온것이다.
- 1986년 1월 21일, 앨범 『Girl』, 싱글 「Rainy Blue」로 Radio City에서 데뷔.24일에는 신쥬쿠 루이도에서 데뷔 라이브를 했다.
- 같은 해 2월 8일, 매일방송（ABC）「영플라자」에 출연해,「Rainy Blue」를 부름. 메이저 데뷔 이후,최초의 tv 방송출연.
- 같은 해 4월 15일, 오피셜 팬클럽「TONY'S CLUB」설립.
- 1987년,Radio City 레코드가 같은 문화방송과 와타베 프로덕션의 합자회사인 아폴론(후에 반다이 뮤직 엔터테인먼트)에 통합.
- 같은 해 8월, 후지필름「후지카라」의 CM 송이 된 싱글「輝きながら…」가 대힛트곡이 되어, 브레이크. 이 곡이 포함된 앨범인 『BIRDS』는 마이클 잭슨의 2주연속1위 기록을 깨고 오리콘 차트 1위를 획득.
- 1988년 12월 14일, 12월15일,최초 무도관 콘서트.TBS미도리야마 시절에 선언한, 5년 뒤엔 무도관에서 라이브를 하고 싶다고 한 목표를 실현시켰다.
- 1989년 12월 28일, 후지테레비계 드라마『悲しいほど好き! 〜Mr.ダンディお嬢様に恋をする〜』『슬플 정도로 좋아! 〜Mr.댄디 공주님과 사랑에 빠지다〜』의 칸자키 쿠니히코의 역으로 테레비 드라마 첫출연 & 첫 주연.
- 1990년,사무실을 독립.개인 사무소「마젤란」설립.1월에 발표한 『夢を信じて』(꿈을 믿고서)는 토쿠나가 히데아키 자신의 싱글 판매량 1위이다.
- 같은 해 7월 7일, 싱글 「壊れかけのRadio」를 발매, 본인도 우정출연한 TBS계금요드라마 「都会の森」(도시의 숲)의 주제가. 드라마에서는 쿠로키 히토미와 함께 출연하여 키스신으로도 화제가 되었다.
- 같은 해 10월 9일（일본어 발음상 "토쿠"의 날）, 앨범 『JUSTICE』를 발매. 오리콘 첫등장 1위.
- 1991년 3월, 첫CM출연.가네보「ZENITH」（남성용 화장품）.CM송으로「Wednesday Moon」.
- 1993년 1월, 성대 폴립 수술로 인해, 투어 연기.
- 같은 해 2월, 아동 환경을 만들기 위한 기간 한정 유닛「USED TO BE A CHILD」에 참가.『僕らが生まれたあの日のように』(우리가 태어난 그 날처럼)를 발매.
- 1994년 9월, 전 모델인 여성과 결혼을 발표.
- 1995년, 첫 아이 탄생.
- 1996년, 레코드 회사「주식회사 아폴론」이,「반다이」에 흡수되어,「（주）반다이 뮤직 엔터테인먼트」가 됨.
- 1997년, 나아가야 할 길을 보지못하고 원점으로 돌아온 의미로 싱글「Rainy Blue 〜1997 Track〜」를 발매. 베스트 앨범『Ballade Of Ballade』도 발매. 최초의 발라드 콘서트를 개최.
- 1998년, 두 번째 아이 탄생.스페인에 혼자 건너가 충전기간을 보냄. 레코드 회사를 킹레코드로 이적.
- 2000년, 반다이 뮤직의 해산으로 인해,반다이 뮤직에서 판매된 CD,비디오 등이 회수되었다.
- 2001년 1월 6일부터, TBS「슈퍼 사커」메인 참가자로 참여.
- 2001년 5월, 모야모야병(뇌혈관질환의 일종)때문에 콘서트 투어 중지. 슈퍼사커도 그만 둠.
- 2002년, 모야모야병을 극복. 레코드 회사를 유니버설 뮤직으로 이적함과 동시에 이름의 표기를 호적에 등록된 표기인 德永英明(올바르게는, 「英」의 풀'초'의 중간 부분이 나뉘어 있음)으로 개명, 음악활동 전개.
- 2005년 VOCALIST 앨범 발매, 전설적인 여성 발라드 가수의 노래를 모아서 만든 앨범 발매, 2015. 1월 6집까지 발매, 총 600만장 이상 판매